# ウォルター・ド・バラ (初代アルスター伯)
初代アルスター伯ウォルター・ド・バラ（Walter de Burgh, 1st Earl of Ulster, 1210年ごろ - 1271年7月28日）は、アイルランド貴族。

## 生涯
ウォルターは、初代コノート領主リチャード・モール・ド・バラとイジーディア・デ・レイシーの次男である。
1243年、父の跡を継いでコノート領主となった。1247年9月、サー・ジョン・フィッツジェフリーはウォルターの兄ですでに亡くなっていたリチャードの領地を没収するようイングランド王から命じられた。コノートのバラ家の領地は、ジョン・デ・リヴェットが所有していた。ジョン・デ・リヴェットは、ダブリンの市長ギルバート・デ・リヴェットの息子であるとみられる。
ウォルターが従姉妹モード・ド・レイシーとの結婚によりアルスター伯となったとされる説は、現在では受け入れられていない。その説によると、ウォルターは従姉妹モード・ド・レイシーと結婚した。モード・ド・レイシーは、初代アルスター伯ヒュー・ド・レイシーの唯一の娘で相続人であった（ヒューの2番目の妻エメリン・ド・リドルズフォードはウォルター・ド・リドルズフォードの孫娘であった）。そして1264年にウォルターは妻の権利によりアルスター伯に叙せられたとされる。実際には、ウォルターは1254年にアイルランドを与えられたエドワードより1263年にアルスターの領地を与えられていた。
1270年、ウォルターとアイルランド司法長官ウォルター・ド・アフォードは、アト・アン・チップでエード・マク・フェーリム・ウァ・コンホバルに敗れた。
ウォルターは1271年に60歳くらいでゴールウェイにおいて亡くなった。

## 結婚と子女
ウォルターは1257年頃、アイルランド司法長官サー・ジョン・フィッツジェフリーのアヴェリーンと結婚し、以下の子女をもうけた。
- リチャード・オーグ（1240年 - 1326年） - 第2代アルスター伯（「アルスターの赤い伯爵」）
- テオバルド
- ウィリアム
- トマス
- イジーディア - スコットランドの第5代スチュワードのサー・ジェームズ・スチュワート（1260年 - 1309年）と結婚[7][8]